# Carmel de Mende
Le carmel de Mende est situé 1 rue du Carmel, à Mende, dans le département français de la Lozère en région Occitanie.

## Histoire
Il fut fondé le 21 juin 1883. La fondation d'un établissement de l'ordre du Carmel à Mende fut souhaitée par le père Charles de Ligonnès, futur évêque de Rodez et Vabres, alors missionnaire diocésain et futur supérieur du grand séminaire de Mende. Ce dernier mit tout en œuvre afin d'installer des religieuses contemplatives.
En 2020, il compte quatre carmélites.
En 2024, le Carmel ferme ses portes.